# Заслужений художник Української РСР
Заслужений художник Української РСР — почесне звання Української РСР встановлене 21 березня 1972 року. 
Звання присвоювалися Указами Президії Верховної Ради Української РСР діячам образотворчого мистецтва за заслуги у розвитку і пропаганді українського радянського образотворчого мистецтва, високу професійну майстерність і які мали вищу або середню спеціальну освіту. Укази для загального відома публікувалися у «Відомостях Верховної Ради Української РСР», республіканській і місцевій пресі. Право позбавлення почесного звання належало також Президії Верховної Ради Української РСР.
В незалежній Україні з 29 червня 2001 року присвоюється почесне звання Заслужений художник України.